# Національний парк Гурез
Гурез (англ. Gurez National Park) — національний парк в окрузі Нілум, розташований в пакистанській частині Кашміру.
Парк Гурез розташований в однойменній долині, на північному сході від столиці Азад Кашміру — Музаффарабада. Парк знаходиться на лінії контролю між Індією і Пакистаном. На території парку, багатого флорою і фауною, є річки, джерела, ліси і мінерали. Річка Нілум ділить парк на дві частини, люди проживають по обидва боки річки в парковій зоні. Гурез розташований на висоті від 2 017 м до 4 345 метрів над рівнем моря.
Громади, які проживають в районі парку, в основному займаються сільським господарством. Але через сильні снігопади взимку, вони можуть вирощувати зернові культури тільки влітку. Розводять худобу на території Гуреза, заготовляють деревину. Іноді місцеве населення полює на різних диких тварин і птахів, щоб заробити собі на життя.
Через те, що на території парку мешкають люди, іноді трапляються різні події. Так були випадки, що місцеві жителі вбивали леопардів і тигрів. Так само як і дикі тварини нападають на людей. Проблему безпеки практично ніяк не вирішують місцеві влади, через що після чергового інциденту виникають сутички місцевого населення з поліцією.